# مرکز داده تعریف‌شده توسط نرم‌افزار (SDDC)
مرکز داده تعریف‌شده توسط نرم‌افزار (به انگلیسی: Software-defined data center) یا SDDC یک اصطلاح بازاریابی است که مفاهیم مجازی سازی مانند انتزاع و تلفیق و اتوماسیون را به تمام منابع و خدمات مرکز داده متصل می‌کند تا فناوری اطلاعات را به عنوان یک سرویس (ITaas) به دست آورد. در یک مرکز داده تعیین شده توسط نرم‌افزار «تمام عناصر زیرساخت ها_ شبکه: ذخیره‌سازی و پردازنده (CPU) و امنیت_ مجازی می‌شوند و به عنوان یک سرویس تحویل داده می‌شوند»
پشتیبانی SDDC را می‌توان با طیف گسترده‌ای از روی‌ها ارائه داد. منتقدان، مرکز داده‌های تعریف‌شده توسط نرم‌افزار را به عنوان یک ابزار بازاریابی مشاهده می‌کنند. در سال ۲۰۱۳ یک تحلیل‌گر پیش بینی کرد که حداقل برخی از اجزای مرکز داده تعریف‌شده توسط نرم‌افزار رشد بازار را تجربه کنند. انتظار می‌رود که بازار شبکه‌های تعریف‌شده توسط نرم‌افزار تا سال ۲۰۱۶ در حدود ۳/۷ میلیارد دلار در مقایسه با سال ۲۰۱۳ با ۳۶۰ میلیون دلار ارزش داشته باشد .IDC (ارائه دهنده اطلاعات بازار و خدمات مشاوره و رویدادهای فناوری اطلاعات) برآورد می‌کند که بازار ذخیره‌سازی تعریف‌شده توسط نرم‌افزار سریع تر از هر بازار ذخیره‌سازی دیگر است.

## توضیحات و اجزای اصلی
مرکز داده تعریف‌شده توسط نرم‌افزار شامل مفاهیم مختلف و اجزای زیرساخت‌های مرکز داده می‌شود و هر جزء به‌طور بالقوه ارائه شده و اداره می‌شود و از طریق API مدیریت می‌شود.
- مجازی سازی کامپیوتر (در محاسبات مجازی سازی به عمل ایجاد نسخهٔ مجازی چیزی از جمله سیستم عامل سخت‌افزاری کامپیوتر و دستگاه‌های ذخیره و منابع شبکه کامپیوتر است)
- شبکه تعریف‌شده توسط نرم‌افزار(SDN فناوری شبکه تعریف‌شده توسط نرم‌افزار یک رویکرد به محاسبات ابری است که مدیریت شبکه را تسهیل می‌کند و پیکر بندی شبکه کارآمد برنامه‌نویسی را قادر می‌سازد تا عملکرد شبکه و نظارت را بهبود بخشد) که شامل مجازی سازی شبکه می‌شود_ فرایند ادغام سخت‌افزار و منابع نرم‌افزاری و قابلیت شبکه در یک شبکه مجازی مبتنی بر نرم‌افزار.[۵]
- ذخیره‌سازی تعریف‌شده توسط نرم‌افزار (SDS) که شامل مجازی سازی ذخیره‌سازی است (در علم کامپیوتر مجازی سازی ذخیره‌سازی فرایند ارائه یک دید منطقی از منابع ذخیره‌سازی فیزیکی به یک سیستم کامپیوتری میزبان است) رابط کاربری سرویس برای فراهم کردن ظرفیت و SLA برای ذخیره‌سازی را پیشنهاد می‌دهد.
- مدیریت و نرم‌افزار اتوماسیون به مدیر برای تهیه و کنترل و مدیریت تمام اجزای مرکز داده تعریف‌شده توسط نرم‌افزار اجازه می‌دهد. یک مرکز داده تعریف‌شده توسط نرم‌افزار از ابر خصوصی متفاوت است (محاسبات ابری یک پادایم فناوری اطلاعات است که دسترسی به سرویس‌های سطح بالا را میسر می‌کند. محاسبات ابر مبتنی بر به اشتراک گذاشتن منابع برای دستیابی که یکپارچگی و صرفه جویی در مقیاس است). زیرا یک ابر خصوصی فقط باید به‌طور خودکفا سرویس مجازی را ارائه دهد.[۶]

## ریشه و توسعه
مرکز داده به‌طور سنتی ظرفیت پذیرش مجازی سازی کامل را نداشتند. تا سال ۲۰۱۳ شرکت‌ها شروع به پایه‌گذاری پایگاه‌های داده شده با نرم‌افزار با مجازی سازی کردند. بن شدیان از میدوکورا خدمات وب آمازون را به عنوان کاتالیزور برای حرکت به سمت مراکز داده تعریف‌شده توسط نرم‌افزار می‌داند زیرا جهان را متقاعد کرد مرکز داده را می‌توان به واحدهای بسیار کوچک‌تر تقسیم کرد و می‌تواند به عنوان یک قطعه تکنولوژیکی یکبار مصرف شود که به نوبه خود می‌تواند به عنوان یک ابزار قیمت گذاری شود.

## تأثیر بالقوه
در سال ۲۰۱۳ اصطلاح مرکز دادهٔ تعریف‌شده توسط نرم‌افزار به عنوان یک تغییر پرادایم ارتقا یافت. وعدهٔ مرکز داده تعریف‌شده توسط نرم‌افزار این بود که شرکت‌ها دیگر نیاز به سخت‌افزار تخصصی یا مشاوران برای نصب و برنامه‌ریزی سخت‌افزار در زبان تخصصی ندارند. در عوض فناوری اطلاعات برنامه‌ها و تمام منابع مورد نیاز خود را شامل محاسبه و ذخیره‌سازی و شبکه و امنیت و دسترس بودن را تعریف می‌کند و تمام منابع مورد نیاز خود را برای ایجاد یک «برنامه منطقی» تعریف می‌کند.
معمولاً مزایای مراکز داده تعریف‌شده توسط نرم‌افزار شامل بهبود بهره‌وری از گسترش مجازی سازی در سراسر مرکز داده‌است مثل افزایش چابکی و بهبود کنترل و انعطاف‌پذیری. علاوه بر این پیاده‌سازی مرکز داده تعریف‌شده توسط نرم‌افزار می‌تواند مصرف انرژی را با فعال کردن سرورها و دیگر سخت‌افزارهای مرکز داده در سطوح پایین قدرت کاهش دهد.
برخی معتقدند که مرکز داده‌های تعریف‌شده توسط نرم‌افزار امنیت سازمان‌ها را بیشتر کنترل می‌کند در مقایسه با امنیت ارائه شده توسط ارائه دهندگان میزبانی ابری. مرکز داده‌های تعریف‌شده توسط نرم‌افزار به منظور کاهش قیمت‌ها برای سخت‌افزار مرکز داده‌ها و کاهش عرضه محصولات سخت‌افزاری سنتی و ایجاد راه‌های جدید برای تفکیک محصولات خود از طریق نرم‌افزار و خدمات به بازار عرضه شد.

## چالش‌ها
برخی منتقدان معتقدند که تنها شرکت‌های کمی هستند که با سیستم‌های کاملاً یکپارچه فناوری اطلاعات مانند یاهو و گوگل می‌تواند به مراکز داده تعریف‌شده توسط نرم‌افزار منتقل شود. به گفته برخی از ناظران لزوماً چالش‌هایی را که مربوط به دست زدن به تفاوت بین محیط توسعه و تولید می‌شوند را از بین نمی‌برند. شبکه‌های تعریف‌شده توسط نرم‌افزار به عنوان یک مرکز داده تعریف‌شده توسط نرم‌افزار ضروری است. همچنین به عنوان تکنولوژی مورد نیاز برای فعال کردن مرکز داده تعریف‌شده توسط نرم‌افزار محسوب می‌شود.
رویکرد مرکز داده متشکل از نرم‌افزار سازمان‌های فناوری اطلاعات را مجبور به انطباق خواهد کرد. محیط‌های تعریف‌شده توسط نرم‌افزار نیازمند تجدید نظر در بسیاری از فرایندهای فناوری اطلاعات است از جمله اتوماسیون و اندازه‌گیری و مرور صورت حساب و اجرای خدمات و فعال سازی سرویس و تضمین خدمات است. انتقال گسترده به SDDC می‌تواند سال‌ها طول بکشد.

## فروشندگان
VMwave در سال ۲۰۱۶ شرکت امنیتی Arkin را در پایگاه داده مبتنی بر پروتکل امنیتی خریداری کرد. سایر فروشندگان اجزا و استانداردهای توسعه یافته‌ای را ایجاد می‌کنند که باعث ایجاد یک مرکز داده تعریف‌شده توسط نرم‌افزار می‌شود.
ارائه دهندگان خدمات گسترده مانند آمازون به عنوان سازمان‌هایی هستند که بیشترین احتمال اجرای کامل برنامه‌های کاربردی مرکز داده را در اختیار دارند.
شرکت‌هایی که در حال حاضر SDN را در مرکز داده مستقر کرده‌اند بسیاری از آن‌ها اکنون به دنبال گسترش مزایای آن به WAN هستند. واژهٔ نرم‌افزار WAN توسط فروشندگانی مانند Velocloud و CloudGenix و Viptela مورد استفاده قرار گرفت.